# 石橋うめ
石橋 うめ（いしばし うめ、1888年（明治21年） - 1971年（昭和46年）8月9日）は、日本の55代内閣総理大臣である石橋湛山の妻。福島県伊達郡保原町（現在の伊達市）出身。

## 経歴
旧藩時代、米沢藩士として家老職を務めた名門・岩井家出身の岩井尊記の三女として生まれる。東小松川松江尋常高等小学校の教師をしていたうめは、東京経済新報社主幹・三浦銕太郎の媒酌で1912年（大正元年）11月に石橋湛山と結婚する。ちなみにうめは、福島県二本松出身の教師であった三浦の妻の教え子であった。
1944年（昭和19年）2月には海軍主計中尉だった次男・和彦がマーシャル群島のクェゼリン環礁で戦死した。
夫の湛山は1956年（昭和31年）12月23日に内閣総理大臣に就任するが、病気を理由に翌年の1957年（昭和32年）2月25日に退任。退陣後はうめは夫を献身的に看病したといわれている。
1971年（昭和46年）8月9日、肝臓癌のため聖路加国際病院で死去。82歳没。